# Albert Grisar (musiker)
Albert Grisar, född den 25 december 1808 i Antwerpen, död den 15 juni 1869 nära Paris, var en belgisk tonsättare.

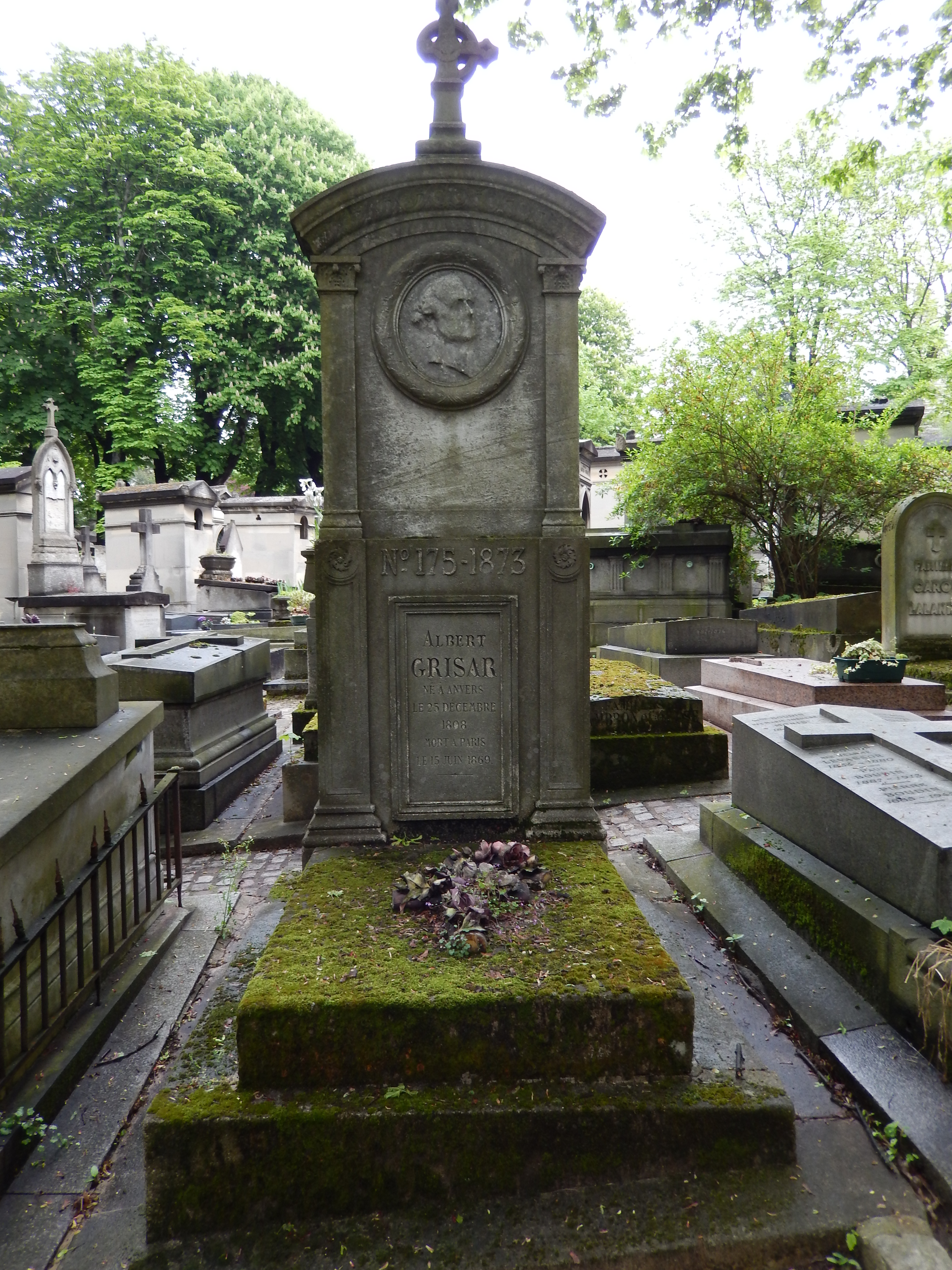
Albert Grisars gravsten i Cimetière du Père-Lachaise, Paris.

Grisar började 1830 studera komposition i Paris under Reicha. Han erhöll statsunderstöd till fortsatta studier sedan hans opera Le mariage impossible 1833 gjort lycka i Bryssel. Bland hans många övriga opéra-comiquer och vådeviller, som berömts för melodi och scenisk verkan, kan nämnas Bon soir, monsieur Pantalon (1851; "God natt, herr Pantalon", 1883), Les amours du diable (1853) och La chatte merveilleuse (1862). Han skrev även romanser.